# Álvaro Rodríguez de Guzmán

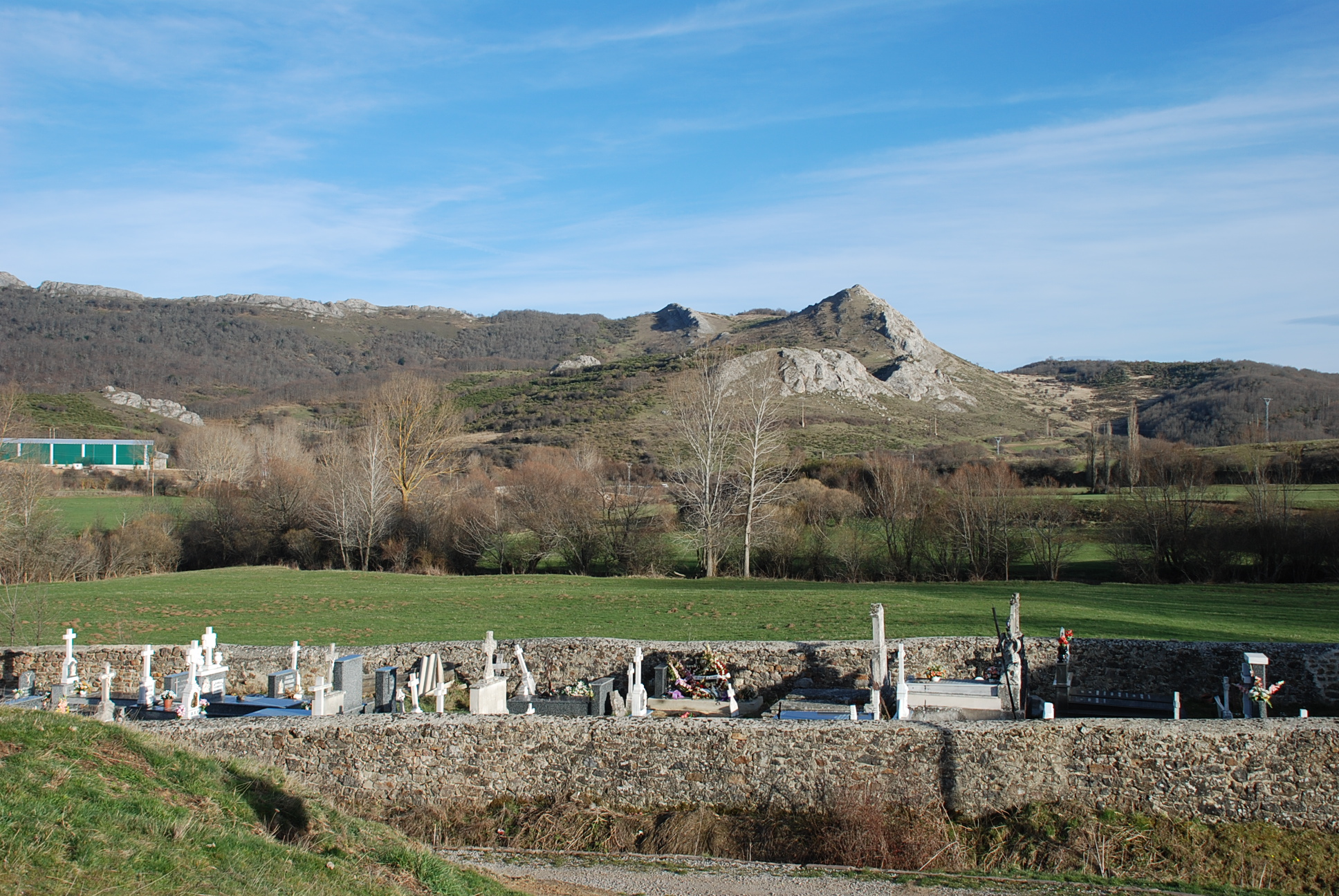
Vista del cementerio de San Salvador de Cantamuda, capital de La Pernía, de cuya tenencia se hizo cargo Álvaro Rodríguez de Guzmán.

Álvaro Rodríguez de Guzmán (c. 1135-4 de octubre de 1189), noble castellano, hijo de Rodrigo Muñoz de Guzmán y de Mayor Díaz, fue el primogénito de nueve hermanos fruto de este matrimonio.
Gobernó la tenencia de Mansilla, topónimo que adoptó como cognomen y así aparece confirmando varios documentos como Álvaro Rodríguez de Mansilla. También fue tenente en  La Pernía y en Liébana. Se casó con Sancha Rodríguez de Castro, hija de Rodrigo Fernández de Castro el Calvo y de Eylo Álvarez con quien tuvo a Fernando y Eylo Álvarez, además de Elvira y Toda Álvarez de Guzmán, esta última casada con Álvaro Rodríguez Girón, hijo de Rodrigo Gutiérrez Girón.
Su última aparición en la documentación medieval fue el 29 de abril de 1188 confirmando un documento como Álvaro Rodríguez de Mansilla.
Una de sus hermanas, Urraca Rodríguez de Guzmán se casó con Pedro Rodríguez de Castro, hijo también, al igual que su esposa Sancha, de Rodrigo Fernández de Castro el Calvo y de Eylo Álvarez, fortaleciendo las relaciones entre la Casa de Guzmán y la Casa de Castro.